# Nowogród
Nowogród este un oraș în Polonia. În 2015 avea 2193 de locuitori.